# Eelam Revolutionary Organisation of Students
Die Eelam Revolutionary Organisation of Students (EROS, Tamil ஈழ புரட்சிகர மாணவர் இயக்கம், „Revolutionäre Studentenvereinigung von Eelam“) oder auch Eelam Revolutionary Organisers war eine militante tamilische Organisation in Sri Lanka. 1990 spaltete sich die Gruppierung und es ging als politische Partei die Eelavar Democratic Front (EDF) daraus hervor, die jedoch weiterhin auch den alten Namen verwendet.

## Geschichte
EROS wurde am 3. Januar 1975 in London durch Eliyathamby Ratnasabapathy, Shankar Rajee, und Velupillai Balakumar, drei Eelam-tamilische Studenten, gegründet. Die Gruppierung verstand sich anfänglich als Denkfabrik und war eine von vielen neu gegründeten tamilischen Vereinigungen, die sich der Situation der Tamilen in Sri Lanka auseinandersetzten. Die ideologische Grundlage bildete neben dem tamilischen Nationalismus der Marxismus, wobei der Schwerpunkt bei EROS im Gegensatz zu den meisten anderen ähnlichen Organisationen mehr auf dem letztgenannten lag. Im Unterschied zur LTTE strebte EROS auch eine Einbeziehung der indischen Tamilen in Sri Lanka in den zu bildenden Tamilenstaat an. Nach der Gründung nahm die Gruppierung Kontakt zu anderen revolutionären und militanten Bewegungen, wie der Palästinensischen Befreiungsorganisation (PLO) und dem Afrikanischen Nationalkongress (ANC) auf und wandelte sich in den folgenden Jahren in eine Organisation um, die ihre politischen Vorstellungen in Sri Lanka mit Waffengewalt umzusetzen suchte. Im Jahr 1979 spaltete sich eine Untergruppierung ab, die sich in der Folgezeit zur Eelam People’s Revolutionary Liberation Front (EPRLF) formierte. Von den größeren tamilischen militanten politischen Gruppen der 1980er Jahre, den „großen Fünf“ (LTTE, TELO, EPRLF, EROS und PLOTE), war EROS die kleinste und galt als die am wenigsten militante.
Ihren ersten Terroranschlag verübte EROS am 28. Juni 1984 auf das Hotel Oberoi in Colombo, wo eine Regierungskonferenz stattfand. Bei dem Bombenanschlag starben zwei Hotelangestellte.
Ein Jahr nach den anti-tamilischen Pogromen des „Schwarzen Juli“ 1983 schlossen sich die großen fünf tamilischen militanten Organisationen (LTTE, TELO, EROS, EPRLF und PLOTE) zu einem Waffenbündnis, der Eelam National Liberation Front (ENLF) zusammen. Dieses Bündnis hielt allerdings nur bis 1986, vor allem, weil die LTTE den absoluten Führungsanspruch im Kampf gegen die sri-lankische Regierung beanspruchte und sich nicht scheute tamilische Konkurrenzorganisationen zu beseitigen. Nach dem indisch-sri-lankischen Friedensabkommen 1987 kandidierte EROS als Partei bei der Parlamentswahl in Sri Lanka 1989 und gewann mit 4,11 Prozent der Stimmen 13 von 225 Parlamentsmandaten. Nach dem Rückzug der 1987 bis 1990 in Nord-Sri Lanka stationierten indischen Friedenssicherungstruppe kam es zum Bruch innerhalb von EROS über die künftige Strategie. Die meisten militanten Aktivisten wechselten zur LTTE, während ein kleiner Teil EROS als politische Partei, die unter der Bezeichnung Eelavar Democratic Front (EDF) bei Wahlen auftrat, fortführte. Die Eigenbezeichnung „EROS“ wurde dabei weiter verwendet. Bei der Parlamentswahl 1994 kandidierte EROS mit PLOTE und TELO in einem Wahlbündnis unter den Symbolen der TELO, das 0,48 % der Stimmen und Parlamentsmandate gewann. Danach verlor die Gruppierung weitestgehend an Bedeutung.